# Odzemek
Odzemek, zwany również hajduk – taniec pasterzy słowackich, który wykonywany jest tylko przez mężczyzn trzymających w dłoniach ciupagi. Tańczony w  metrum 2/4 ma umiarkowane tempo, zawiera liczne akrobatyczne figury, które wymagają od tancerzy znacznej wytrzymałości i siły. Początkowo wykonywano go z towarzystwem dud, później przy akompaniamencie instrumentów smyczkowych. Atrybutem odzemka jest siekierka w ręku tancerza.